# Ricardo Supisiche
Ricardo Argentino Supisiche (Santa Fe, 6 de noviembre de 1912 – 6 de noviembre de 1992) fue un pintor y grabador argentino.

## Trayectoria
Supisiche estudió dibujo a partir de los 12 años en la Academia José María Reynares en su ciudad natal durante seis años, y con el maestro Sergio Sergi (pintor y grabador) en el Liceo Municipal.
Realizó un curso de dibujo publicitario en la Escuela Profesional Nocturna "Leandro N. Alem",donde descubre la importancia del diseño.
A partir de 1939 se crea la Escuela Provincial de Bellas Artes, con la presencia de Gustavo Cochet, José Planas Casas entre otros. Ricardo Supisiche se incorpora inmediatamente, atraído por José Planas Casas. Continuó sus estudios durante un viaje a Europa en 1951, permaneciendo en Italia por varios meses. 
Fue profesor de dibujo en el Liceo Municipal de Bellas Artes y profesor de dibujo publicitario en la escuela profesional nocturna Leandro N. Alem, cargo al que fue propuesto por Sergio Sergi. Además fue profesor de pintura en la Escuela de Bellas Artes de la provincia. Ha recorrido en viajes de estudio todo el litoral argentino y visitado Uruguay, Paraguay, Brasil y algunos países europeos.
Fue miembro fundador, el 11 de mayo de 1959, junto a Matías Molinas, Ernesto Fertonani, Jorge Planas Casas entre otros, del "Grupo Setúbal", en función de una idea común. Imaginaron un grupo abierto a todas las inquietudes pictóricas, expresando su propósito de llegar al conocimiento y sentimiento del público.
Poseen obras suyas los museos de Santa Fe, Rosario, Concordia, Paraná, Córdoba, Tucumán, La Plata, Sívori de Buenos Aires, Municipalidad de Esperanza (Santa Fe), y en Pan American Unión, O.E.A., Washington, EE. UU. Ha sido invitado en la Bienal Hispano Americana de Cuba; al Premio Palanza, y por las Comisiones y Direcciones de Cultura Nacional, de Santa Fe y de Tucumán. Residió siempre en Santa Fe.
Realizó numerosas muestras en distintas ciudades de Argentina,y en el exterior: México, Guatemala (ciudad),  Honduras, Nicaragua, y en Washington D. C..
Además de su propia producción, enseñó técnicas de dibujo y pintura en varias instituciones.

### Descripción de obra
Estudioso y gran observador del medio que habita,amante del río y su paisaje, parte de una pintura realista, con base en sus estudios del lugar y su hábitat. Luego llega paulatinamente a una síntesis del mismo con tendencia a una abstracción, es una pintura realizada con pocos elementos. Trabajó con distintos materiales y soportes, realizando dibujos,aguadas, acuarelas, grabados y óleos. Es uno de los pintores del litoral

### Premios[3]
- 1940- Primer Premio Composición- Sociedad de Artistas Plásticos Santafesina

- 1943- Premio Gobierno de Santa Fe- Salón Anual de Santa Fe

- 1943- Premio Municipal de Santa Fe- Salón Anual del Litoral

- 1944- Premio de Honor- Sociedad de Artistas Plásticos Santafesina

- 1944- Premio Grabado Gobierno de Santa Fe- Salón Anual de Santa Fe

- 1949- Primer Premio Dibujo- Salón "Motivos de la ciudad"- Santa Fe

- 1950- Premio Dibujo Dirección de Bellas Artes- Salón Anual de Santa Fe

- 1951- Premio Ministerio de Educación y Justicia- Salón Anual de Santa Fe

- 1957- Premio Fiat- Salón Anual de Córdoba

- 1958- Primer premio- Salón del litoral- Paraná

- 1958- Gran Premio- Salón Anual de Rosario

- 1959- Segundo premio- Salón Anual de Tucumán

- 1961- Segundo premio- Salón IKA- Córdoba

- 1962- Premio Fondo Nacional de las Artes- Salón Anual de Santa Fe

- 1963- Primer premio- Salón IKA- Córdoba

- 1963- Primer premio- Salón Anual de Tucumán